# 甘达什
甘达什（约公元前1730年前后在位）（英語：Gandash）加喜特国王。加喜特人的领袖，此民族源自今伊朗扎格罗斯山脉，约公元前18世纪后期，其已经迁至美索不达米亚，约公元前16世纪初期，他们已控制巴比伦尼亚，并且凭借政治与军事的实力统治该地区约四百年。